# تیم استیونسون
تیم استیونسون، (به انگلیسی: Tim Stevenson) (زاده ۱۴ مه ۱۹۴۸) کارآفرین، بازرگان و مدیر ارشد اجرایی بریتانیایی است، که در حال حاضر به‌عنوان رییس هیئت مدیره شرکت جانسون متی فعالیت می‌کند.